# Mandalay (digt)
 For alternative betydninger, se Mandalay. (Se også artikler, som begynder med Mandalay)
Mandalay er et berømt digt af Rudyard Kipling. Det blev trykt første gang i digtsamlingen Barrack Room Ballads i 1892. Det handler om en engelsk soldat, der drømmer sig tilbage til Mandalay (hovedstaden i den britiske koloni Burma) og mindes sin gamle burmesiske flamme.
Digtet blev i 1907 sat i musik af Oley Speaks, der skabte en slager. I Danmark kendes  indspilningen af sangkvartetten Four Jacks, der i mange år var fast indslag i radioprogrammet Giro 413. Den danske oversættelse skyldes Kai Friis Møller. Han har en fejl:  Can't you 'ear their paddles chunkin' from Rangoon to Mandalay er paddles 'paddle wheels' – skovlhjulene på floddamperen -  er oversat til 'pagajens dunken'. Man har næppe sejlet soldater i kajak.
Erling Winkel skrev en mere melankolsk melodi, der blev sunget af Mogens Wieth. Sangen optræder også på Kim Larsen & Kjukkens album Sange fra glemmebogen fra 2001.

## Eksterne links
- Hele digtet på Wikisource.
- Hele digtet på dansk (Webside ikke længere tilgængelig) + link til digtet sunget af Mogens Wieth